# 沙拉尼亚克
沙拉尼亚克（法語：Chalagnac，法語發音：[ʃalaɲak]）是法国多尔多涅省的一个市镇，位于该省中部，属于佩里格区。

## 地理
沙拉尼亚克（45°5'33"N, 0°40'38"E）面积14.15 平方千米，位于法国新阿基坦大区多爾多涅省，该省份为法国西南部内陆省份，是法國本土面积第三大的省，大致对应佩里戈尔地区，北起顺时针与夏朗德省、上维埃纳省、科雷兹省、洛特省、洛特-加龙省、吉倫特省和滨海夏朗德省接壤。
与沙拉尼亚克接壤的市镇（或旧市镇、城区）包括：库尔萨克、克雷桑萨克和皮索、埃格利斯讷沃-德韦尔、塞尔河畔圣保罗、萨尼亚克、韦尔、萨尼亚克圣母镇。

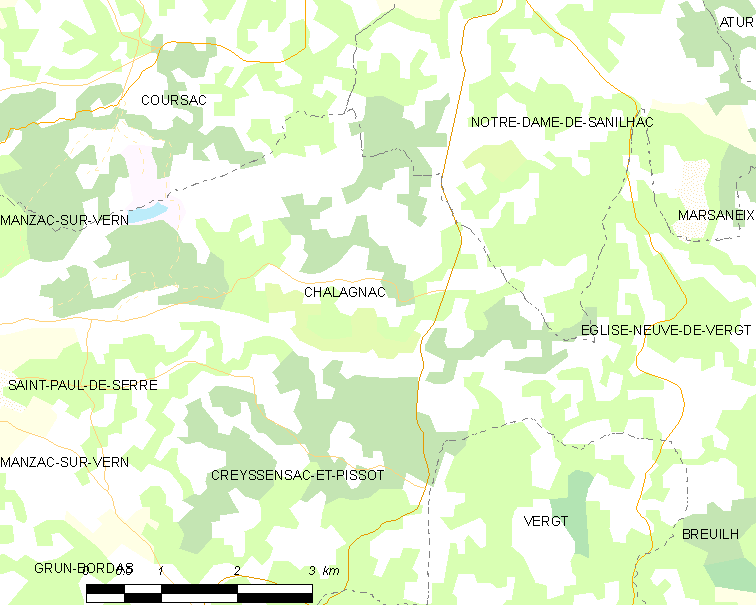
沙拉尼亚克的OSM定位图

沙拉尼亚克的时区为UTC+01:00、UTC+02:00（夏令时）。

## 行政
沙拉尼亚克的邮政编码为24380，INSEE市镇编码为24094。

## 政治
沙拉尼亚克所属的省级选区为中佩里戈尔县。

## 人口

1962-2008年间沙拉尼亚克人口变化图示

沙拉尼亚克于2022年1月1日时的人口数量为442人。